# 光亮斧蛤
光亮斧蛤（学名：Tentidonax nitidus），是帘蛤目斧蛤科Tentidonax属的一种。主要分布于中国大陆，常栖息在潮下带6-30米。